# Président de la république du Somaliland
Le président de la république du Somaliland (en somali : Madaxweynaha Jamhuuriyadda Somaliland ; en arabe : رئيس جمهورية أرض الصومال) est le chef de l'État et du gouvernement de la république du Somaliland. Il représente le Gouvernement et est également commandant en chef des forces armées. Le président représente le Gouvernement du Somaliland.
Le président ne peut effectuer plus de deux mandats de cinq ans.
Le premier homme à occuper cette fonction est Abdirahman Ahmed Ali Tuur en 1991, l'année de l'indépendance du territoire de la Somalie. L'actuel titulaire est Abdirahman Mohamed Abdullahi depuis le 12 décembre 2024, élu lors de la présidentielle du 13 novembre 2024 dont les résultats ont été officiellement proclamés six jours plus tard,.

## Historique

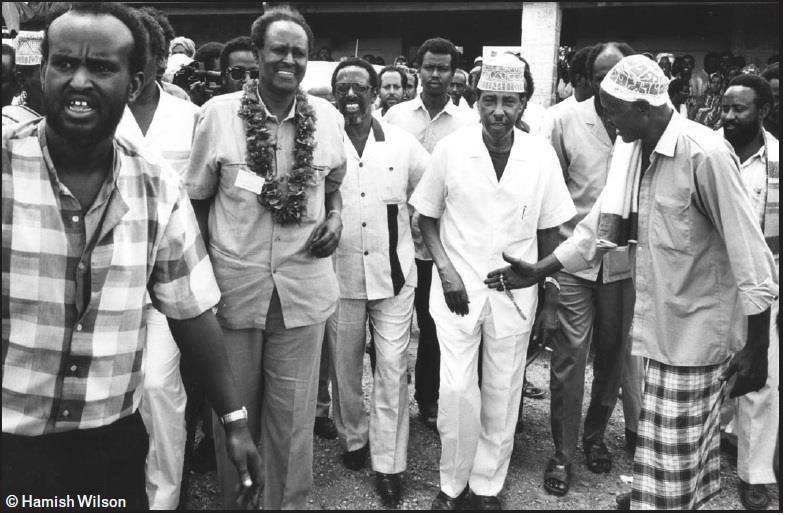
En 1993, le président sortant, Abdirahman Ahmed Ali Tuur, aux côtés du président nouvellement élu, Muhammad Haji Egal.

Le premier président du Somaliland est Abdirahman Ahmed Ali Tuur, l'un des leaders de la Somali National Movement (SNM). Il prend ses fonctions le 7 juin 1991, quelques semaines après que le Somaliland se soit constitué en république, et le quitte le 16 mai 1993. Cinq autres hommes lui ont succédé depuis : Mohamed Ibrahim Egal (1993-2002), Dahir Riyale Kahin (2002-2010), Ahmed Mahamoud Silanyo (2010-2017), Muse Bihi Abdi (2017-2024), et Abdirahman Mohamed Abdullahi (depuis 2024),.

## Mode de scrutin
Le président du Somaliland est élu au scrutin uninominal majoritaire à un tour pour un mandat de cinq ans renouvelable une fois. 
Les candidats à la présidence se présentent avec pour colistiers un candidat à la vice présidence, élu pour un même mandat. Seuls peuvent se présenter les candidats soutenus par un parti, dont le nombre est limité à trois par la constitution pour les élections présidentielles et législatives, dans le but de limiter le tribalisme politique dans le pays,.

### Éligibilité
Une personne ne peut être éligible à la fonction de président ou de vice-président que s'il est un citoyen de naissance de Somalie par la naissance, n'est pas réfugié dans un autre pays et n'a pas d'autre nationalité. Il doit être musulman et doit agir en conformité avec l'Islam. Il doit être âgé d'au moins quarante ans, être membre d'un parti politique et parrainé par l'un d'entre eux,.

## Anciens présidents en vie
En décembre 2024, deux ancien président somalilandais sont toujours en vie :

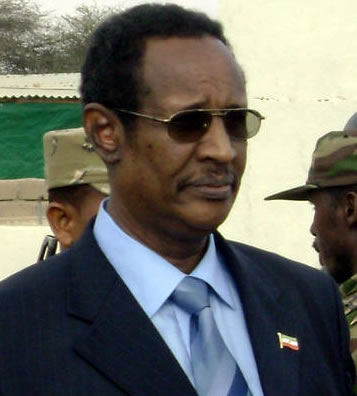
Dahir Riyale Kahin, 1952 (72-73 ans).
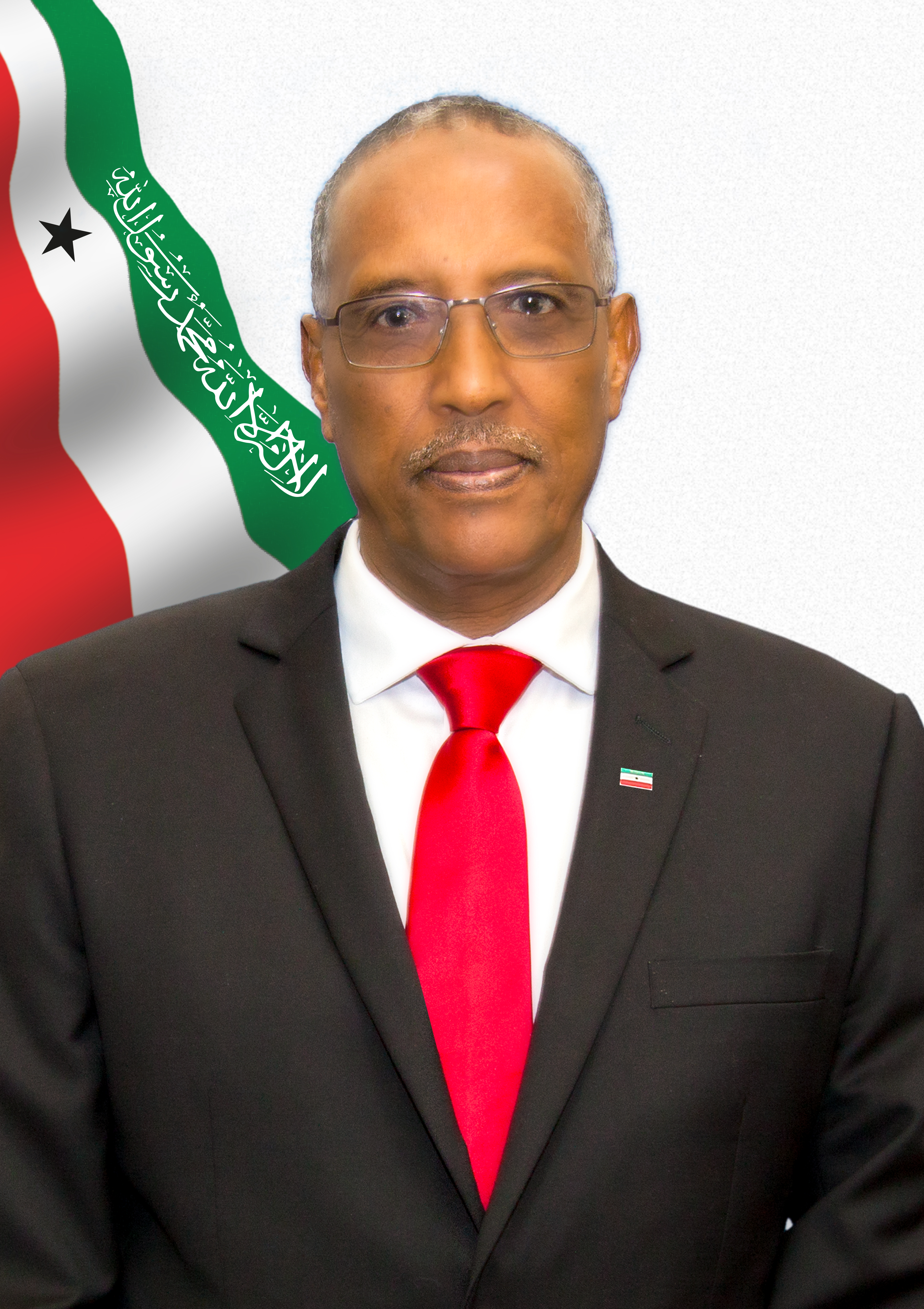
Muse Bihi Abdi, 1948 (76-77 ans).